# بدون خروجی (آلبوم بلاندی)
هیچ خروجی (به انگلیسی: No Exit)، هفتمین آلبوم استودیویی بلاندی است که در فوریهٔ ۱۹۹۹ میلادی عرضه شد. ضبط این آلبوم، اولین باری بود که گروه با یک‌دیگر پس از سال ۱۹۸۲ هنگامی که آلبوم استودیویی پیشین‌شان، شکارچی، را منتشر کرده بودند، به ضبط یا اجرایی می‌پرداختند.
این آلبوم ندای بازگشت قدرتمند بلاندی را می‌داد و در جدول‌های موسیقی بریتانیا به رتبهٔ ۳ رسید. همان‌گونه که برای یک آلبوم بلاندی، معمول بود، شامل سبک‌های گوناگونی چون پاپ، رگی و هیپ-هاپ بود. مایک چپمن، که تمام آلبوم‌های بلاندی را به جز دو آلبوم اول تهیه کرده بود، چند مورد از پیش‌نمایش‌های اولیه را برای آلبوم تهیه کرد، اما تهیه‌کنندگی آلبوم به کریگ لیان تعلق گرفت.